# Gaetano Alibrandi
Gaetano Alibrandi (* 14. Januar 1914 in Castiglione di Sicilia, Provinz Catania, Italien; † 3. Juli 2003) war ein römisch-katholischer Erzbischof und vatikanischer Diplomat.

## Leben
Gaetano Alibrandi empfing am 1. November 1936 das Sakrament der Priesterweihe.
Am 5. Oktober 1961 ernannte ihn Papst Johannes XXIII. zum Titularerzbischof von Binda und bestellte ihn zum Apostolischen Nuntius in Chile. Der Kurienkardinal Fernando Kardinal Cento spendete ihm am 8. Dezember desselben Jahres die Bischofsweihe; Mitkonsekratoren waren der Kurienerzbischof Pericle Felici, und der emeritierte Prälat von Pompei, Roberto Ronca.
Am 9. Dezember 1963 wurde Gaetano Alibrandi Apostolischer Nuntius im Libanon. Papst Paul VI. ernannte ihn am 19. April 1969 zum Apostolischen Nuntius in Irland.
Papst Johannes Paul II. nahm am 14. Januar 1989 das von Gaetano Alibrandi aus Altersgründen vorgebrachte Rücktrittsgesuch an.
Gaetano Alibrandi nahm an der zweiten, dritten und vierten Sitzungsperiode des Zweiten Vatikanischen Konzils teil.